# Kristian Gazdag
Kristian Gazdag (ur. 18 maja 1993) – serbski zapaśnik walczący przeważnie w stylu klasycznym. Zajął dwunaste miejsce na mistrzostwach Europy w 2012 i 2013. Brązowy medalista mistrzostw śródziemnomorskich w 2011 roku.